# Jesper Winge Leisner
Jesper Johan Winge Leisner (født 23. september 1951 i København) er opvokset i Vordingborg og er en dansk komponist og musicalproducent. Han er cand.phil. i nordisk filologi fra Københavns Universitet.

## Karriere
Jesper Winge Leisner er kendt som komponist i bandet Rocazino, der havde sin storhedstid i 1980'erne.
Senere grundlagde han pladeselskabet Trust Soundtracks i 1996[kilde mangler]. Derudover skrev og producerede han sangene til filmen Den eneste ene. Soundtracket solgte til platin og blev tildelt musikbranchens Grammy og filmbranchens Robert pris for bedste filmmusik i 1998.[kilde mangler] I 2015 kom det frem i Radio24Syv, at den første strofe i omkvædet i “You are my only one” er kopieret fra James Taylors “Only one” fra 1985.
I 2000 skrev Jesper Winge Leisner musik til sangen Aldrig ska jag sluta älska dig (tekst af Jonas Gardell) til Susanne Bier-filmen "Hånden på hjertet".[kilde mangler]
Senere blev det til musik og sange til filmene Mirakel, Okay, Hjælp! Jeg er en fisk, Elsker dig for evigt og Brødre[kilde mangler]. Titelmelodien fra Hjælp! Jeg er en fisk opnåede en 11.-plads på UK Singles Chart med pigegruppen Little Trees.
I 2009 kom det frem, at Niels Brinck følte sig snydt af Jesper Winge Leisner over manglende kreditering som medkomponist til filmen Elsker dig for evigt. Filmens producer Peter Aalbæk tog senere ansvaret for dette.

### The One and Only Company
I 2004 stiftede Winge Leisner det private teaterproduktionsselskab The One and Only Company.
Selskabets første opsætning Den eneste ene The Musical (2005) blev en succes og solgte mere end 130.000 billetter i premiereåret. Den blev hædret med Årets Reumert for Bedste Musikforestilling i 2006. Den eneste ene The Musical blev opsat i Forum København, men senere flyttet til Forum Horsens.
I 2008 producerede selskabet musicalen Olsen Banden og den Russiske Juvel, skrevet af manuskriptforfatter Anders Thomas Jensen. Den blev ikke vel modtaget af den danske anmelderstab.
I 2009 stod Jesper Winge Leisner og The One and Only Company bag musicalen Elsk mig i nat, der blev sat op på Gasværket i København som en co-produktion mellem The One and Only Company og Gasværket.[kilde mangler] Den var skrevet af forfatterne Ida Maria Ryden og Ina Bruhn og blev en succes, der i december 2011 nåede op på publikum nummer 200.000.[kilde mangler] Musicalen var en hyldest til de største danske hits fra 1980'erne og blev senere versioneret og sat op i Stockholm coproduceret med svenske 2Entertain, som blev en betinget succes med 40.000 solgte billetter.[kilde mangler]
I foråret 2011 lanceredes et tæt samarbejde mellem TIVOLI A/S og The One and Only Company: Alletiders Musicals. Målet for samarbejdet er at producere moderne musikteater til opførelse i Koncertsalen og Glassalen i Tivoli. De første tre musicals blev lanceret for offentligheden i marts 2011.

## Privatliv
Jesper Winge Leisner var indtil 2004 gift med sangerinden Ulla Cold som han har tre børn sammen med, bl.a. Jonas Winge Leisner, og deler nu adresse med filminstruktør Susanne Bier. Han er langt ude i familie med Otto Leisner.
Jesper Winge Leisner blev i 2002 dømt for uagtsomt manddrab på en 3-årig dreng. 
I 2015 blev det i programserien Wiki-værkstedet på Radio24syv fremført, at Leisner med stor sandsynlighed stod bag regelmæssig chikane på Wikipedia, bl.a. mod filminstruktør Lone Scherfig og arkitekt Jon Stephensen.  Efterfølgende forsøgte programmet AK 24syv på samme radiostation i en udsendelsesrække at klarlægge, hvorvidt Winge Leisner havde redigeret en række kollegers Wikipedia-artikler med stærkt subjektive holdninger under navnet Sincere. I samme udsendelsesrække blev Winge Leisner også anklaget for at have redigeret sin egen Wikipedia-side og for at have snydt adskillige danske musik-artister for penge og/eller kreditering, bl.a. Poul Krebs, Tina Dickow og Thomas Helmig.
I juni 2015 fik Jesper Winge Leisner af Retten i Helsingør en bøde på 2.500 kr. og blev frakendt sit kørekort i et år på grund af flere hastighedsoverskridelser.